# Polish Express
Polish Express – tygodnik polonijny w Wielkiej Brytanii wydawany przez wydawnictwo Zetha Ltd.

## Historia
Polish Express istnieje od października 2003 roku w Londynie. Gazeta powstała w wyniku inicjatywy pary młodych emigrantów – Tomasza Kmiecika i Agnieszki Moryc. Tytuł początkowo wydawany był jako dwutygodnik i miesięcznik. Od stycznia 2005 ukazuje się co tydzień, w poniedziałki. Od listopada 2005 dostępny jest na terenie całej Wielkiej Brytanii. We wrześniu 2005 roku do zespołu dołączyła Izabela Nowak, która objęła funkcję redaktora naczelnego. Od marca do grudnia 2008 roku funkcję tę pełni Maciej Ligus, były edytor dziennika Express Bydgoski. Od stycznia 2009 roku redaktorem naczelnym został Jarosław Kaczmarek, wcześniej związany również z Expressem Bydgoskim. Z końcem sierpnia 2009 roku funkcję redaktora naczelnego ponownie objęła Izabela Nowak, a w 2011 redaktorem naczelnym została Ilona Korzeniowska.

## Profil
Polish Express publikuje materiały o charakterze publicystycznym, reportażowym, interwencyjnym oraz informacyjnym, zarówno w formie bieżących wydarzeń, jak i publikacji przekrojowych. Teksty te niejednokrotnie goszczą na czołówkach najpopularniejszych polskich oraz polonijnych portali internetowych. Gazeta jako jedna z nielicznych walczy ze stereotypowym wizerunkiem Polaków na Wyspach. Dziennikarze Polish Express często proszeni są o komentarze w brytyjskich mediach, współpracują z największymi polskimi tytułami na rynku polskim i angielskim oraz z prasą polonijną w Irlandii. Gazeta stara się łamać bariery narodowościowe publikując materiały dotyczące różnic kulturowych, religijnych i mentalnych wszystkich narodowości zamieszkujących Wielką Brytanię, głównie koncentrując swoją uwagę na polskiej mniejszości zamieszkującej Wyspy, w szczególności na pokoleniu, które przybyło po wsŧapięniu Polski do Unii Europejskiej. 
Od grudnia 2007 na łamach Polish Express dwa razy w miesiącu goszczą rankingi i raporty dotyczące najważniejszych sfer życia Polaków w UK (np. rankingi polskich przychodni).
W Polish Express funkcjonują też trzy dodatki tematyczne: Dom&Finanse, Praca&Kariera oraz Prawo&Biznes, które na swoich łamach goszczą specjalistów z danych branż. W dodatku biznesowym Polish Express stara się przybliżyć Polakom historię polskich, dobrze prosperujących interesów i wyjątkowo dobrze radzących sobie przedsiębiorców.

## Inicjatywy
Tygodnik oprócz akcji typowo wydawniczych angażuje się w działalność społeczno-poradnikową. Jest organizatorem serii warsztatów informacyjnych dotyczących np. podwójnego opodatkowania. 
Polish Express jest również organizatorem największych Targów Pracy na Wyspach. W tej organizowanej przynajmniej dwa razy w roku imprezie bierze udział każdorazowo kilkudziesięciu pracodawców i około 8 tysięcy osób.

## Nagrody
W 2017 „Polish Express” został uhonorowany Nagrodą im. Macieja Płażyńskiego w kategorii „redakcja medium polonijnego” (za podejmowanie ważnych i cennych inicjatyw w interesie Polaków mieszkających w Wielkiej Brytanii, a także za stałe doskonalenie i optymalne wykorzystywanie nowoczesnych technologii w docieraniu do odbiorców). 